# Alemania en los Juegos Olímpicos de Berlín 1936
Alemania estuvo representada en los Juegos Olímpicos de Berlín 1936 por un total de 433 deportistas que compitieron en 22 deportes.  
El portador de la bandera en la ceremonia de apertura fue el atleta Hans Fritsch.

## Medallistas
El equipo olímpico alemán obtuvo las siguientes medallas:
| Nombre | Deporte             | Competición                    |
| --- | ------------------- | ------------------------------ |
| Oro |                     |                                |
| Hans Woellke | Atletismo           | Peso M                         |
| Karl Hein | Atletismo           | Martillo M                     |
| Gerhard Stöck | Atletismo           | Jabalina M                     |
| Gisela Mauermayer | Atletismo           | Disco F                        |
| Tilly Fleischer | Atletismo           | Jabalina F                     |
| Equipo | Balonmano           | Torneo M                       |
| Willy Kaiser | Boxeo               | Mosca (50,8 kg) M              |
| Herbert Runge | Boxeo               | Pesado (+79,4 kg) M            |
| Toni Merkens | Ciclismo en pista   | Scratch M                      |
| Ernst Ihbe Carl Lorenz | Ciclismo en pista   | Tandem M                       |
| Alfred Schwarzmann | Gimnasia artística  | Concurso completo ind. M       |
| Alfred Schwarzmann | Gimnasia artística  | Salto de potro M               |
| Konrad Frey | Gimnasia artística  | Paralelas M                    |
| Konrad Frey | Gimnasia artística  | Caballo con arcos M            |
| Franz Beckert Konrad Frey Alfred Schwarzmann Willi Stadel Walter Steffens Matthias Volz                                               | Gimnasia artística  | Concurso completo por eqs. M   |
| Anita Bärwirth Erna Bürger Isolde Frölian Friedl Iby Trudi Meyer Paula Pöhlsen Julie Schmitt Käthe Sohnemann                          | Gimnasia artística  | Concurso completo por eqs. F   |
| Josef Manger | Halterofilia        | +82,5 kg M                     |
| Heinz Pollay (Kronos) | Hípica              | Doma ind.                      |
| Kurt Hasse (Tora) | Hípica              | Saltos ind.                    |
| Ludwig Stubbendorf (Nurmi) | Hípica              | Concurso completo ind.         |
| Heinz Pollay (Kronos) Friedrich Gerhard (Absinth) Hermann von Oppeln-Bronikowski (Gimpel)                                             | Hípica              | Doma por eqs.                  |
| Kurt Hasse (Tora) Marten von Barnekow (Nordland) Heinz Brandt (Alchimist)                                                             | Hípica              | Saltos por eqs.                |
| Ludwig Stubbendorf (Nurmi) Rudolf Lippert (Fasan) Konrad Freiherr von Wangenheim (Kurfürst)                                           | Hípica              | Concurso completo por eqs.     |
| Gotthard Handrick | Pentatlón moderno   | Individual M                   |
| Ernst Krebs | Piragüismo          | K1 10 000 m M                  |
| Paul Wevers Ludwig Landen | Piragüismo          | K2 10 000 m M                  |
| Gustav Schäfer | Remo                | Scull ind. (M1x) M             |
| Willi Eichhorn Hugo Strauß | Remo                | Dos sin timonel (M2-) M        |
| Gerhard Gustmann Herbert Adamski Dieter Arend                                                                                         | Remo                | Dos con timonel (M2+) M        |
| Rudolf Eckstein Martin Karl Willi Menne Anton Rom                                                                                     | Remo                | Cuatro sin timonel (M4-) M     |
| Fritz Bauer Ernst Gaber Hans Maier Paul Söllner Walter Volle                                                                          | Remo                | Cuatro con timonel (M4+) M     |
| Cornelius van Oyen | Tiro                | Pistola rápida de fuego 25 m M |
| Peter Bischoff Hans-Joachim Weise | Vela                | Star M                         |
| Plata |                     |                                |
| Lutz Long | Atletismo           | Salto de longitud M            |
| Erwin Blask | Atletismo           | Martillo M                     |
| Anni Steuer | Atletismo           | 80 m vallas F                  |
| Luise Krüger | Atletismo           | Jabalina F                     |
| Michael Murach | Boxeo               | Wélter (66,7 kg) M             |
| Richard Vogt | Boxeo               | Semipesado (79,4 kg) M         |
| Helene Mayer | Esgrima             | Florete ind. F                 |
| Konrad Frey | Gimnasia artística  | Barra fija M                   |
| Rudolf Ismayr | Halterofilia        | 75 kg M                        |
| Eugen Deutsch | Halterofilia        | 82,5 kg M                      |
| Equipo | Hockey sobre hierba | Torneo M                       |
| Friedrich Gerhard (Absinth) | Hípica              | Doma ind.                      |
| Fritz Schäfer | Lucha grecorromana  | 72 kg M                        |
| Ludwig Schweickert | Lucha grecorromana  | 79 kg M                        |
| Wolfgang Ehrl | Lucha libre         | 66 kg M                        |
| Erwin Sietas | Natación            | 200 m braza M                  |
| Martha Genenger | Natación            | 200 m braza F                  |
| Gisela Arendt Ruth Halbsguth Leni Lohmar Inge Schmitz                                                                                 | Natación            | 4 × 100 m libre F              |
| Helmut Cämmerer | Piragüismo          | K1 1000 m M                    |
| Ewald Tilker Fritz Bondroit | Piragüismo          | K2 1000 m M                    |
| Willi Horn Erich Hanisch | Piragüismo          | K2 10 000 m (plegable) M       |
| Willi Kaidel Joachim Pirsch | Remo                | Doble scull (M2x) M            |
| Heinz Hax | Tiro                | Pistola rápida de fuego 25 m M |
| Erich Krempel | Tiro                | Pistola 50 m M                 |
| Werner Krogmann | Vela                | O-Jolle M                      |
| Equipo | Waterpolo           | Torneo M                       |
| Bronce |                     |                                |
| Alfred Dompert | Atletismo           | 3000 m obstáculos M            |
| Gerhard Stöck | Atletismo           | Peso M                         |
| Erich Borchmeyer Erwin Gillmeister Gerd Hornberger Wilhelm Leichum                                                                    | Atletismo           | 4 × 100 m M                    |
| Helmut Hamann Rudolf Harbig Harry Voigt Friedrich von Stülpnagel                                                                      | Atletismo           | 4 × 400 m M                    |
| Käthe Krauß | Atletismo           | 100 m F                        |
| Elfriede Kaun | Atletismo           | Salto de altura F              |
| Paula Mollenhauer | Atletismo           | Disco F                        |
| Josef Miner | Boxeo               | Pluma (57,2 kg) M              |
| Rudolf Karsch | Ciclismo en pista   | 1000 m contrarreloj M          |
| Otto Adam Erwin Casmir Julius Eisenecker August Heim Siegfried Lerdon Stefan Rosenbauer                                               | Esgrima             | Florete por eqs. M             |
| Erwin Casmir Julius Eisenecker Hans Esser August Heim Hans Jörger Richard Wahl                                                        | Esgrima             | Sable por eqs. M               |
| Konrad Frey | Gimnasia artística  | Concurso completo ind. M       |
| Konrad Frey | Gimnasia artística  | Suelo M                        |
| Alfred Schwarzmann | Gimnasia artística  | Barra fija M                   |
| Alfred Schwarzmann | Gimnasia artística  | Paralelas M                    |
| Matthias Volz | Gimnasia artística  | Salto de potro M               |
| Matthias Volz | Gimnasia artística  | Anillas M                      |
| Karl Jansen | Halterofilia        | 67,5 kg M                      |
| Adolf Wagner | Halterofilia        | 75 kg M                        |
| Jakob Brendel | Lucha grecorromana  | 56 kg M                        |
| Kurt Hornfischer | Lucha grecorromana  | +87 kg M                       |
| Johannes Herbert | Lucha libre         | 56 kg M                        |
| Erich Siebert | Lucha libre         | 87 kg M                        |
| Gisela Arendt | Natación            | 100 m libre F                  |
| Erich Koschik | Piragüismo          | C1 1000 m M                    |
| Xaver Hörmann | Piragüismo          | K1 10 000 m (plegable) M       |
| Hans-Joachim Hannemann Heinz Kaufmann Hans Kuschke Werner Loeckle Wilhelm Mahlow Helmut Radach Alfred Rieck Herbert Schmidt Gerd Völs | Remo                | Ocho con timonel (M8+) M       |
| Hermann Stork | Saltos              | Plataforma 10 m M              |
| Käthe Köhler | Saltos              | Plataforma 10 m F              |
| Friedrich Bischoff Hans Howaldt Alfried Krupp von Bohlen und Halbach Eduard Mohr Felix Scheder-Bieschin Otto Wachs                    | Vela                | 8 Metre M                      |